# Frequência de ressonância
Frequência de ressonância ou frequência natural é a frequência (ou conjunto de frequências) particular de um corpo em vibração livre, determinada pelo tamanho, forma e composição deste. Um método de identificá-la consiste em impactar o objeto de análise e, com isso, excitar sua frequência de ressonância.
Quando um corpo sofre uma perturbação periódica externa (em outras palavras, uma vibração forçada) cuja frequência iguala-se à natural, ocorre o fenômeno denominado ressonância. Nesse caso, uma vibração comparavelmente fraca pode produzir vibrações mais intensas, pois o corpo recebe energia da fonte externa periodicamente.
As frequências de ressonância são utilizadas na área de eletrônica com a finalidade de excitar circuitos, os chamados circuitos ressonantes, que são responsáveis pela frequência do sinal a ser emitido ou recebido e configuram-se como um dos mais importantes dentre os circuitos elétricos e eletrônicos. Possuem diversas aplicações como em filtros, rejeição de interferências e ruídos, osciladores, misturadores de frequências e circuitos de rádio e televisão.

## Identificação
É possível, por meio de teste de impactos, observar os espectros de um objeto em vibração, neles os picos espectrais correspondem às frequências de ressonância. Para realizar o teste fixa-se um acelerômetro ao objeto de análise e ajusta-se um analisador. Ao realizar uma série de impactos na estrutura, espectros de onda em função do tempo são exibidos no analisador. Calculado os espectros, as possíveis frequências naturais do sistema são exibidas, armazenadas e é realizada a média dos sinais, o que leva a resultados mais precisos.
Outro método de identificar as frequências de ressonância é dispor o objeto de análise a frente de um alto-falante e um microfone ligado a um osciloscópio próximo ao corpo analisado.  Sem mudar o volume, toca-se uma nota e, vagarosamente, oscila-se a frequência emitida. Ao observar o instrumento de medida, a certas frequências a amplitude da onda, que é proporcional ao volume do som sendo captado pelo microfone, será maior que as frequências adjacentes. Assim é possível detectar as frequências de ressonância, pois nelas a energia sonora absorvida é reemitida mais intensamente. O mesmo procedimento pode ser feito, porém com menor precisão, de maneira menos tecnológica: segura-se uma tigela larga, uma xícara, ou algum objeto que se espera causar ressonância na frente do rosto e vagarosamente, emite-se uma nota ascendendo o tom. Se existir uma frequência de ressonância no alcance audível, será possível ouvir a nota ser reemitida. Ou, se disponível um piano, ao cantar dentro dele é possível observar as cordas vibrarem de acordo com o canto das notas que são equivalentes às frequências de ressonância.

## Aplicação em circuitos
O comportamento dos circuitos LC e circuitos RLC são fundamentalmente relacionados à frequência de ressonância. O circuito LC, composto por um indutor (L) e um capacitor (C), é um modelo idealizado, visto que não assume a dissipação de energia devido à resistência elétrica (efeito Joule). Ao incorporar o resistor (R), obtemos um circuito RLC. Na frequência natural deste circuito, a impedância indutiva torna-se igual ao valor, em módulo, da impedância capacitiva. Por possuírem sinais opostos, cancelam-se, logo a impedância do circuito será puramente resistiva, seja nos circuitos em série ou em paralelo. Em outras palavras, XL = XC. Isso implica que o circuito está usando toda energia fornecida ao seu favor, sem utilizar da potência para alimentar os indutores e capacitores.

### Circuitos ressonantes em série
Os circuitos ressonantes em série apresentam oposição mínima à frequência de ressonância, ou seja, ela atravessa com facilidade. Enquanto à medida que a frequência distancia-se da frequência natural, a oposição aumenta.

### Circuitos ressonantes em paralelo
Os circuitos ressonantes em paralelo são o exato oposto dos circuitos ressonantes em série, pois oferecem o máximo de oposição à frequência de ressonância e mínima a todas as outras frequências que sejam diferentes da frequência de ressonância.

### Descrição matemática
- L é indutância (em henrys)
- C é capacitância (em farads)
- {\displaystyle \omega } é velocidade angular (em radianos por segundos)
- {\displaystyle f} é frequência (em hertz)

A velocidade angular é dada por:
{\displaystyle \omega =2\pi f}
Indutores, dispositivos que armazenam energia no campo magnético, possuem reatância:
{\displaystyle X_{L}=2\pi fL=\omega L}
Capacitores, dispositivos que armazenam energia no campo elétrico, possuem reatância igual a:
{\displaystyle X_{C}={1 \over 2\pi fC}={1 \over \omega C}}
Na frequência natural deste circuito, a impedância indutiva torna-se igual ao valor, em módulo, da impedância capacitiva. Após substituir, obtém-se:
{\displaystyle X_{L}=X_{C}\Rightarrow 2\pi fL={1 \over 2\pi fC}}
Ao rearranjar a frequência
{\displaystyle f^{2}={1 \over 2\pi L\times 2\pi C}={1 \over 4\pi ^{2}LC}}
Assim, desenvolvendo a raiz quadrada
{\displaystyle f={\sqrt {1 \over 4\pi ^{2}LC}}}
Desse modo, a frequência ({\displaystyle f_{0}}) de ressonância é:
{\displaystyle \therefore f_{0}={1 \over 2\pi {\sqrt {LC}}}}
ou
{\displaystyle \omega _{0}={1 \over {\sqrt {LC}}}}
Quando {\displaystyle X_{L}>X_{C}}, a impedância do circuito tem caráter indutivo e {\displaystyle X_{c}>X_{L}}, a impedância tem caráter capacitivo.